# バディーア
バディーア（イタリア語・ラディン語: Badia; 独: Abtei アプタイ）は、イタリア共和国トレンティーノ＝アルト・アディジェ州ボルツァーノ自治県にある、人口約3,500人の基礎自治体（コムーネ）。

## 名称
州の3つの公用語では、それぞれ以下の名称を持つ。
- イタリア語: Badia
- ドイツ語: Abtei アプタイ
- ラディン語: Badia

## 地理

### 位置・広がり

#### 隣接コムーネ
隣接するコムーネは以下の通り。括弧内のBLはベッルーノ県（ヴェネト州）所属を示す。
- コルティーナ・ダンペッツォ (BL) - 南東
- コルヴァーラ・イン・バディーア - 南西
- ラ・ヴァッレ - 北
- リヴィナッロンゴ・デル・コル・ディ・ラーナ (BL) - 南
- マレッベ - 北東
- サン・マルティーノ・イン・バディーア - 北西
- セルヴァ・ディ・ヴァル・ガルデーナ - 西

## 行政

### 分離集落
バディーアには以下の分離集落（フラツィオーネ）がある。
- Pedraces (Pedratsches, Pedraces), San Leonardo (San Linêrt, Sankt Leonhard), La Villa (Stern, La Illa), San Cassiano ( Sankt Kassian, San Ćiascian)

## 住民

### 言語
| 言語集団調査（2011年） | 言語集団調査（2011年） | 言語集団調査（2011年） | 言語集団調査（2011年） | 言語集団調査（2011年） |
| ---------------------- | ---------------------- | ---------------------- | ---------------------- | ---------------------- |
|                        |                        |                        |                        |                        |
| ドイツ語               | ドイツ語               |                        | 1.76%                  | 1.76%                  |
| イタリア語             | イタリア語             |                        | 4.17%                  | 4.17%                  |
| ラディン語             | ラディン語             |                        | 94.07%                 | 94.07%                 |

2011年に行われた、住民がドイツ語・イタリア語・ラディン語のいずれの「言語集団」に属するかの調査によれば（ボルツァーノ自治県#言語集団調査参照）、住民の約94%がラディン語話者である。

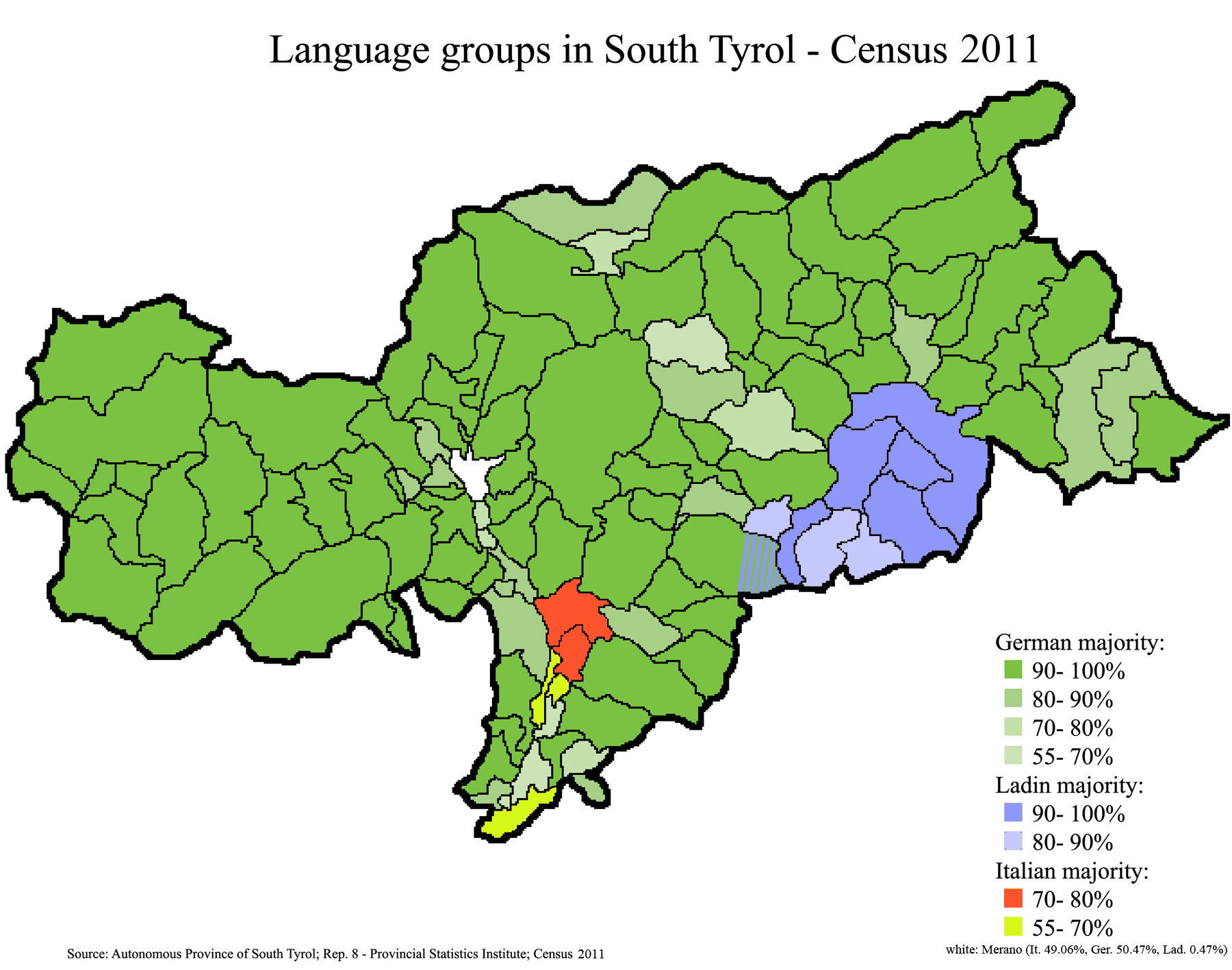
ボルツァーノ自治県の言語状況（2011年）。ラディン語話者が多数を占める地域は青で示されている。

## ギャラリー

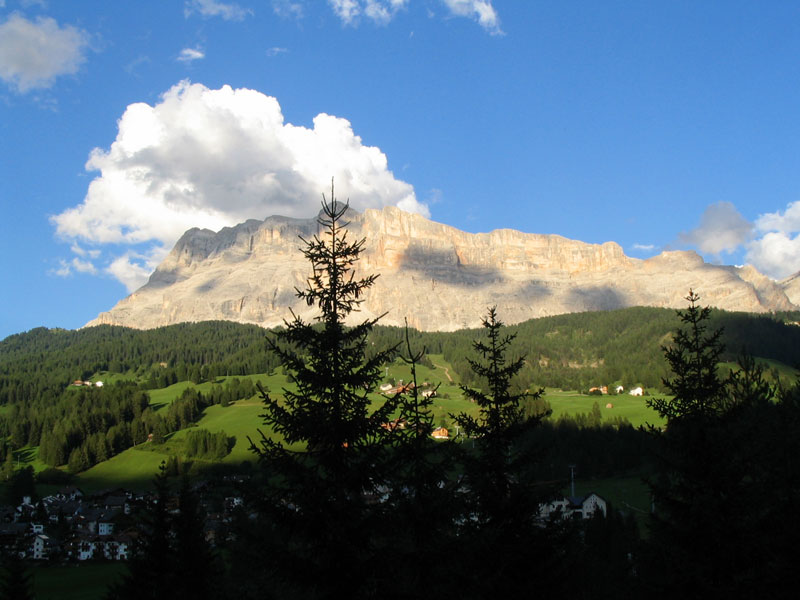
Il Sasso di Santa Croce visto da Pedraces